# 金卡丁
金卡丁（英語：Kincardine或Kincardine-on-Forth）是蘇格蘭福斯灣法夫北岸的一個小鎮。曾位於圖利亞蘭（Tulliallan）民事教區，1663年該鎮被授予貴族堡（burgh of barony）的地位。曾是一個相當繁榮的次要港口，小鎮景觀保留了很多17至19世紀時期建造的建築物，且這些建築物至今仍維持著蘇格蘭傳統的建築設計風格。1932年至1936年在建設金卡丁橋時小鎮發生了很大的變化。